# Julie Farseth Berg
Julie Farseth Berg (ur. 17 sierpnia 1994 w Lyngby-Taarbæk w Danii) – norweska lekkoatletka, tyczkarka.
Zawodniczka klubu IL i BUL. Wielokrotna medalistka mistrzostw kraju, m.in. srebrna z 2011 oraz brązowa z 2012. W 2011 r. zajęła 7. miejsce w mistrzostwach krajów nordyckich juniorek w skoku o tyczce.
Rekord życiowy w skoku o tyczce (hala): 3,80 (2013).